# Rådhuset (tunnelbanestation)
Rådhuset är en station på blå linjen (tub 3) i Stockholms tunnelbana. Den ligger mellan stationerna T-Centralen och Fridhemsplan på Kungsholmen i Stockholms innerstad.
Stationen är en bergsstation insprängd under Rådhuset och kvarteren Äpplet och Smaragden, ungefär mellan Agnegatan, Bergsgatan och Kungsklippan. Plattformen ligger 27 meter under Scheelegatan och 46 meter under Kungsklippan. Stationen har två ingångar; dels från öster via gångtunnel från Kungsholmsgatan 25 och Parmmätargatan 7/Hantverkargatan eller hiss från Kungsklippan, i väster finns ingång från Bergsgatan 44 och Agnegatan 28–30.
Konstnärlig utsmyckning av Sigvard Olsson med skämtsamma detaljer från Kungsholmens historia. Vid den östra uppgången finns ett rotfruktslager, samt luckor med siffror som fungerar som inspektionsluckor. På plattformen finns parmar (ett gammalt hömått), ett skorstensfundament, en vedstapel, korgar samt en 1600-talsliknande portal.
Avståndet från blå linjens sydöstra ändstation Kungsträdgården är 1,9 kilometer. Den togs i bruk 31 augusti 1975 samtidigt som huvuddelen av stationerna på blå linjen.
Rådhusets tunnelbanestation är den fjärde djupast belägna tunnelbanestationen på hela tunnelbanenätet med sina 20,5 meter under havet.

## Bilder

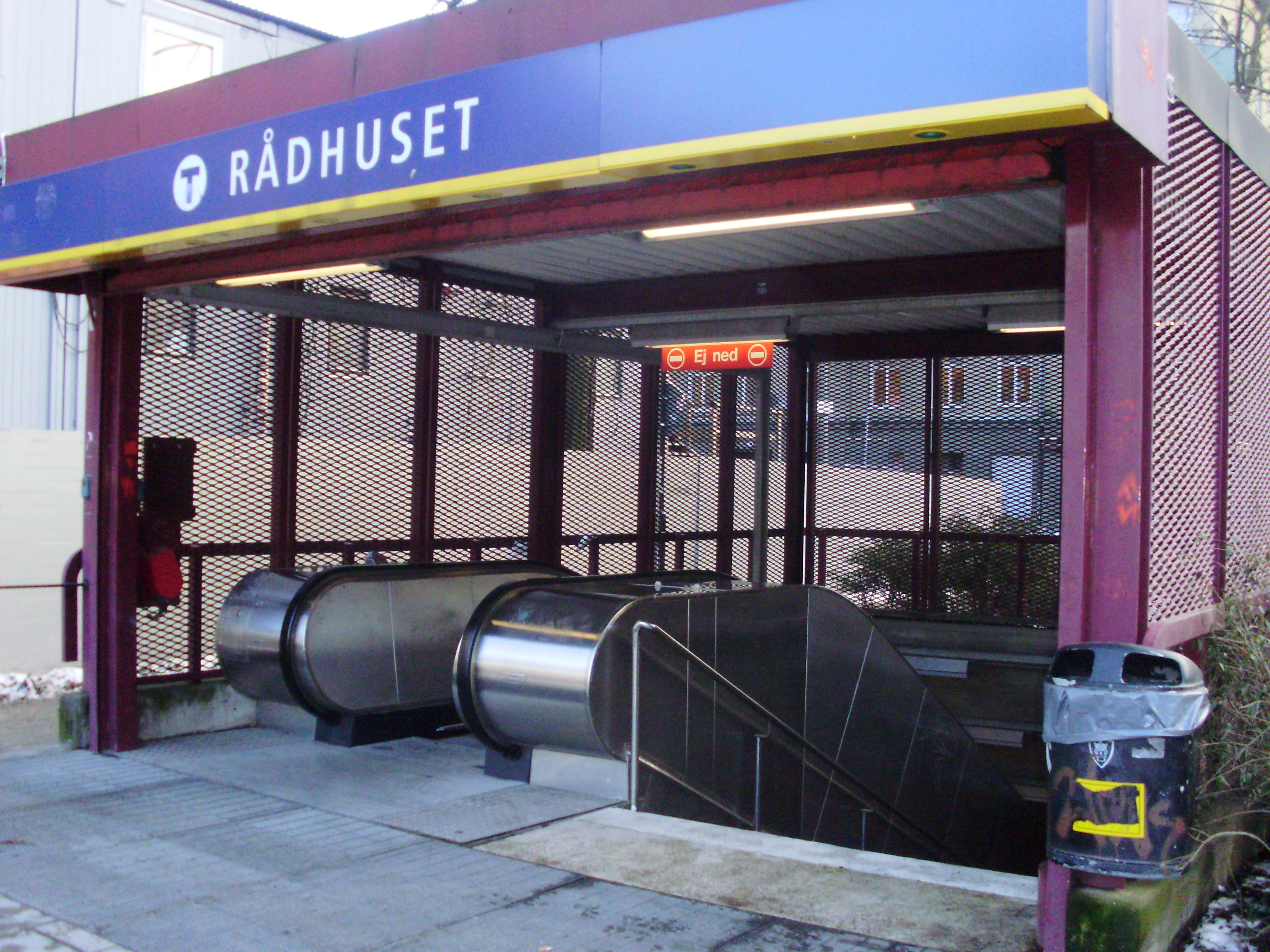
Västra ingången
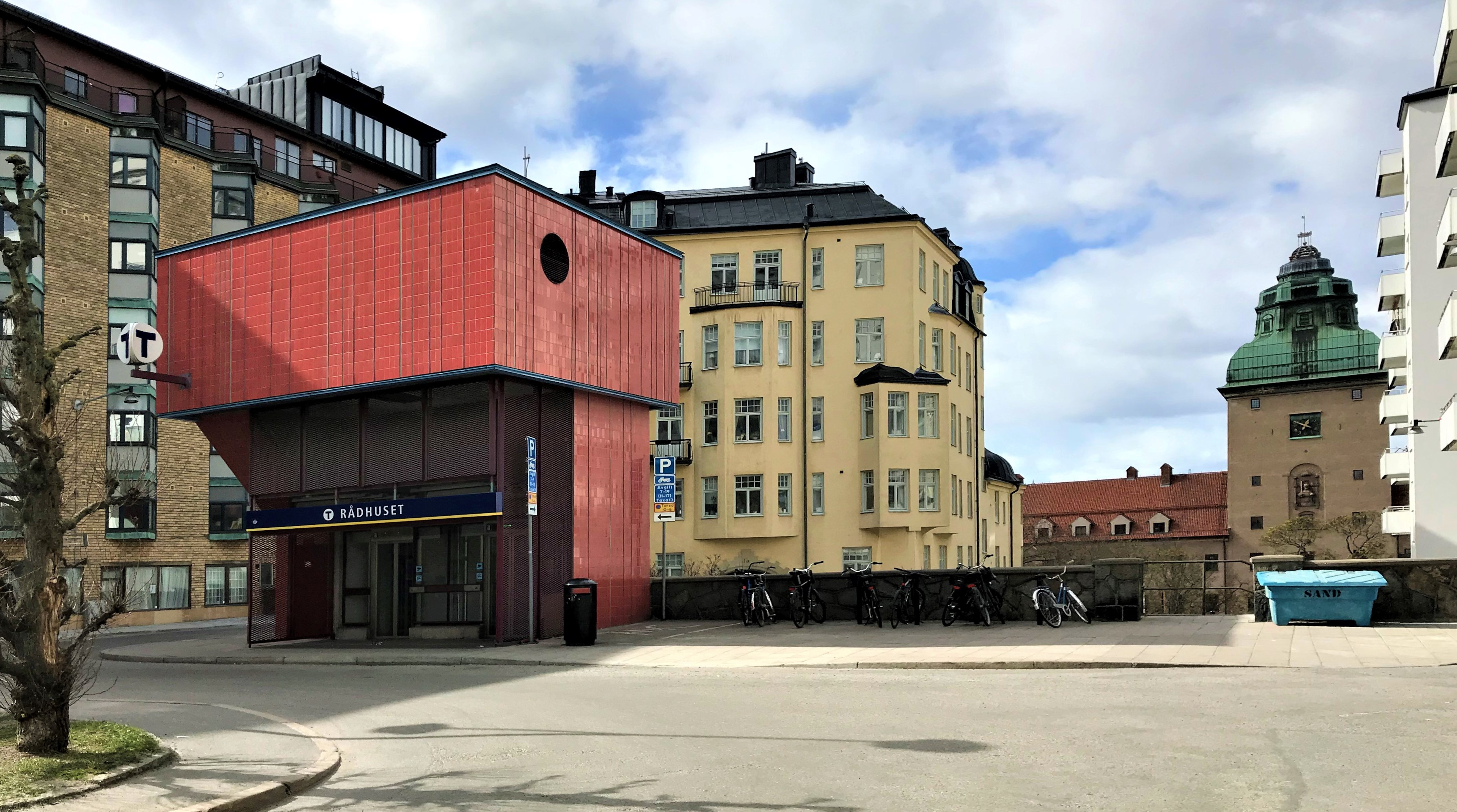
Hiss ner till tunnelbanan framför Kvinnornas hus på Kungsklippan.
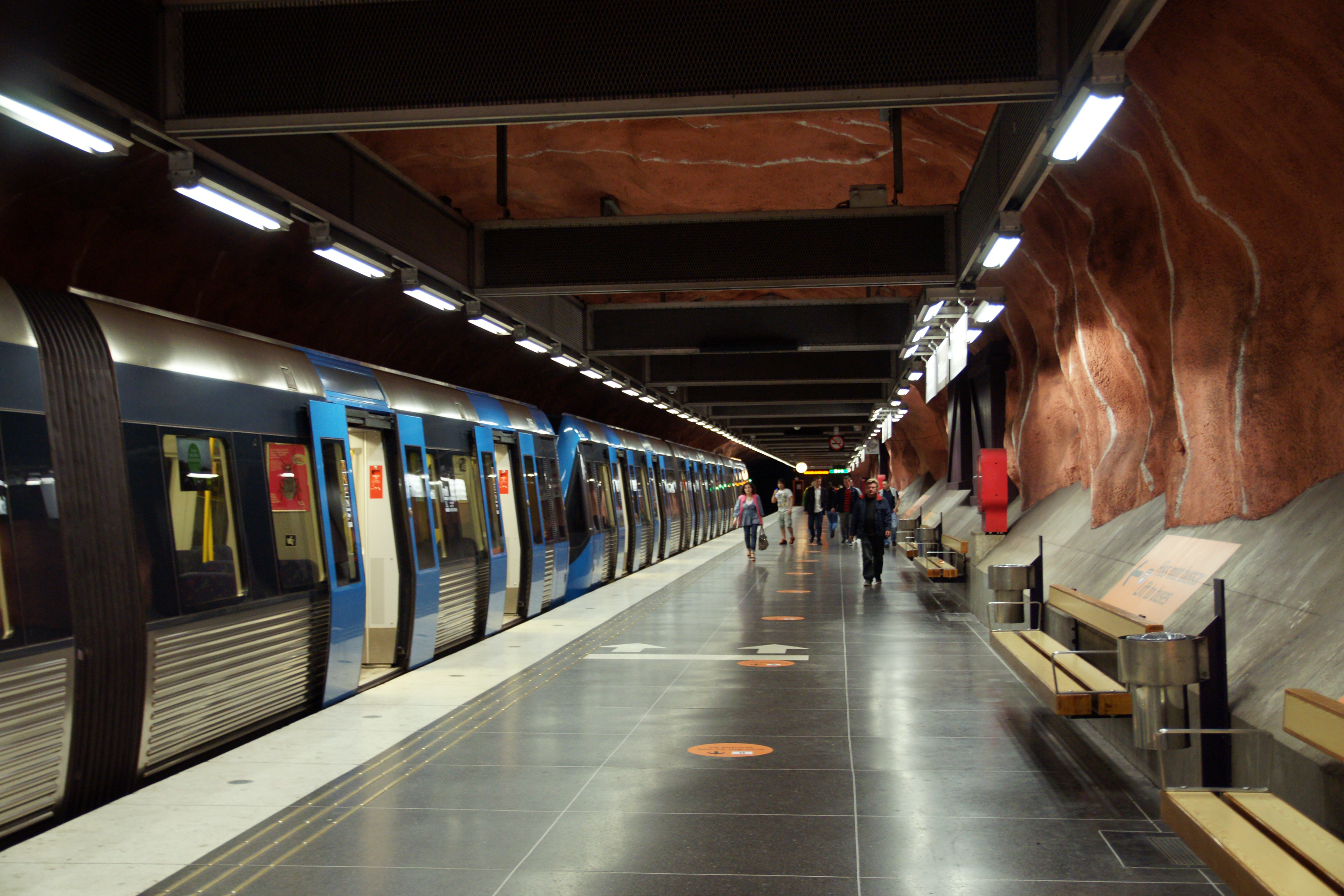
Plattform
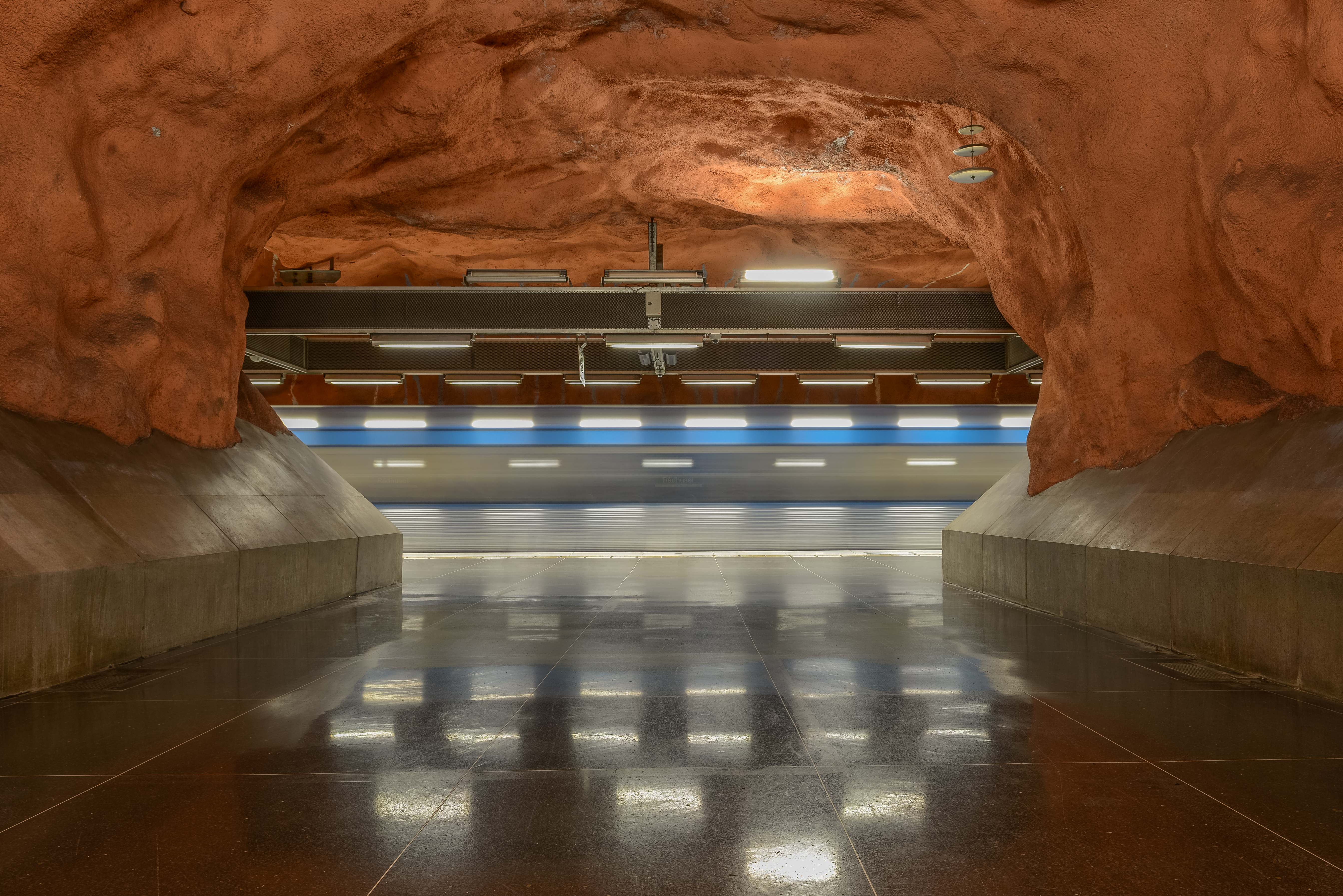
Förbindelsegång mellan plattformarna
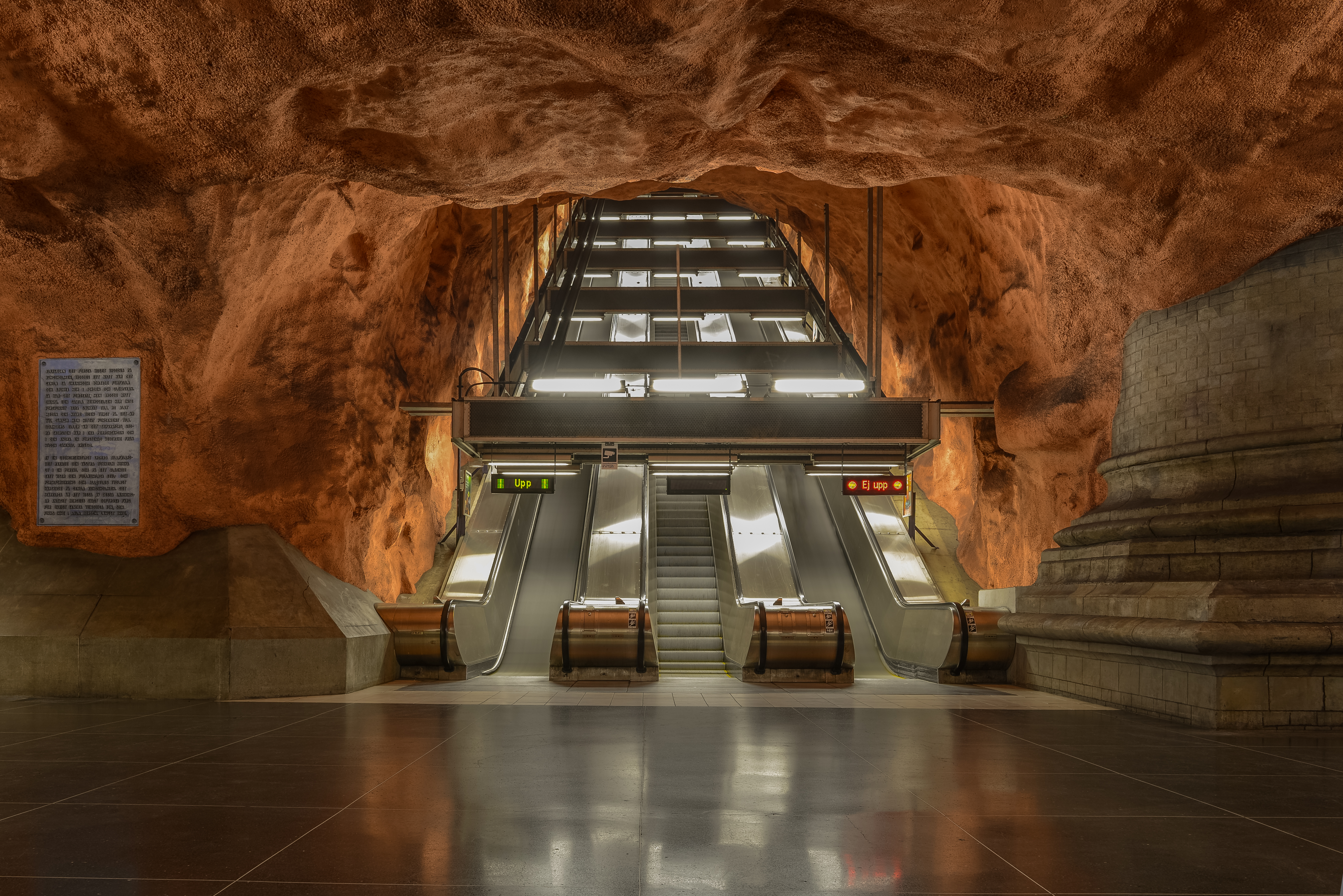
Rulltrappor från plattformen till den östra utgången
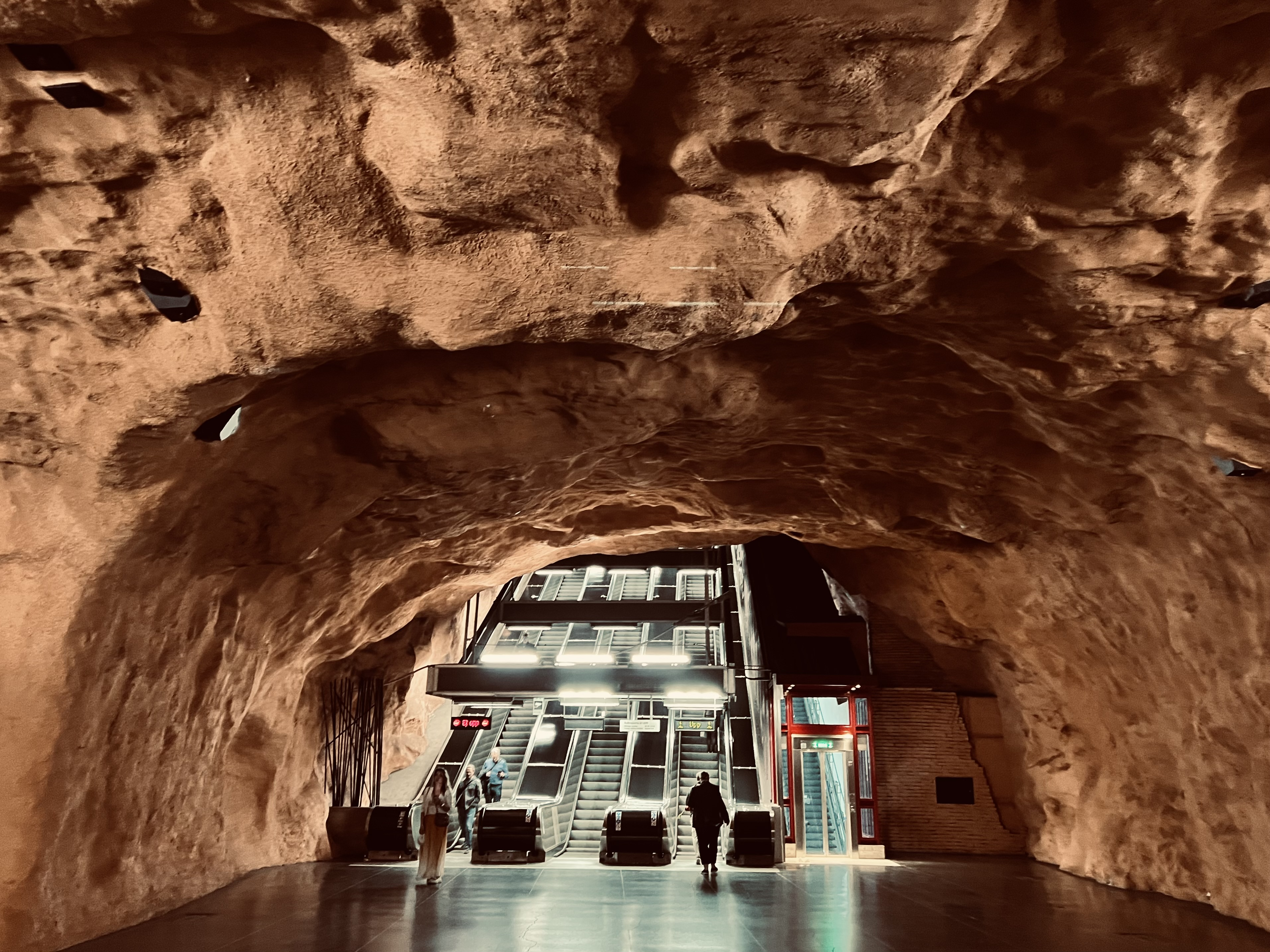
Rulltrappor och passage till den västra utgången